# 冷血
『冷血』（れいけつ、原題: In Cold Blood）は、トルーマン・カポーティが1965年に発表した小説。

## 概要
1959年に実際に発生した殺人事件を作者が徹底的に取材し、加害者を含む事件の関係者にインタビューすることによって、事件の発生から加害者逮捕、加害者の死刑執行に至る過程を再現した。インタビューを行った作者本人は物語の中に一切登場していないのも大きな特徴で、カポーティ自身はこのような手法によって制作された本作をノンフィクション・ノベルと名づけた。その後、ノンフィクション・ノベルの手法を使った作品が次々と他の作家によって発表された。1970年代はゲイ・タリーズ（『汝の父を敬え』）が、1990年代ではジョン・ベレント（『真夜中のサバナ』）などがノンフィクション・ノベルの書き手として著名である。日本では佐木隆三の『復讐するは我にあり』がこのカテゴリに含まれる。本作の手法はジャーナリズムの世界にも取り入れられ、ニュー・ジャーナリズムと呼ばれた。
なお、カポーティは自分と同じように悲惨な境遇に育った加害者の一人に同情心を寄せ、「同じ家で生まれた。一方は裏口から、もう一方は表玄関から出た。」という言葉を残している。
この作品の取材中に、カポーティは加害者との交流を深めるが、「加害者を少しでも長く生きさせたい」という気持ちと「作品を発表するために、早く死刑が執行されて欲しい」という2つの感情の葛藤にさいなまれた。『冷血』は作者にさらなる富と名声をもたらしたが、以後、完成出来た作品は短編のみで長編小説を完成させることが出来なかった。表題の「冷血」は特にこれといった理由もなく、何の落ち度もない家族を惨殺した加害者を表していると言われているが、表向き加害者と友情を深めながら、内心では作品の発表のために死刑執行を望んでいたカポーティ自身を表すのではないかという説もある。

## ストーリー
1959年11月16日、カンザス州のとある寒村で、農場主の一家4人が自宅で惨殺されているのが発見された。農場主はのどを掻き切られた上に、至近距離から散弾銃で撃たれ、彼の家族はみな、手足を紐で縛られた上にやはり至近距離から散弾銃で撃たれていた。あまりにもむごい死体の様子は、まるで犯人が被害者に対して強い憎悪を抱いているかのようであった。
しかし、被害者の農場主は勤勉かつ誠実な人柄として知られ、周辺住民とのトラブルも一切存在しなかった。農場主の家族もまた愛すべき人々であり、一家を恨む人間は周辺に一人もおらず、むしろ周辺住民が「あれほど徳行を積んだ人びとが無残に殺されるとは……」と怖れおののくほどであった。事件の捜査を担当したカンザス州捜査局の捜査官は、強盗のしわざである可能性も視野にいれるが、女性の被害者には性的暴行を受けた痕がなく、被害者宅からはほとんど金品が奪われていないなど、強盗のしわざにしては不自然な点が多かった。そもそも農場主は現金嫌いで、支払いは小切手で済ませることで有名な人物であり、被害者宅に現金がほとんどないことは周辺住民ならば誰でも知っていることであった。
事件の捜査を担当したカンザス州捜査局の捜査官たちは、事件解決の糸口がつかめず、苦悩する。しかし、犯人を特定するのに有力な情報がもたらされたのをきっかけに、捜査は急速に進展し、加害者2名を逮捕することに成功する。
そして、加害者2名は捜査官に対して、この不可解な事件の真相と自らの生い立ちを語り始めた。

## 翻訳
1967年に龍口直太郎によって日本語に翻訳され、新潮社から刊行された（1978年に新潮文庫の1冊として改めて出版された）。2005年に佐々田雅子によって新訳が発表され、同じく新潮社から刊行されている（2006年に新潮文庫の1冊として再出版）。龍口訳と比べて、地名の表記が今日一般に使用されているものに変わったり、1967年の時点では一般的でなく注がつけられていた事物に関する注記がなくなり、文章も現代人が読みやすいものに直されている。ただ、時代的雰囲気を醸し出すため、一部の差別語などはそのまま残されている。

## 映画
1967年、同名の『冷血』（原題：In Cold Blood）として映画化された。 監督・脚本はリチャード・ブルックス 。音楽はクインシー・ジョーンズが担当。小説に忠実に映画化されたが、ポール・スチュワート演じるリポーター役は、ブルックスが作り出したオリジナルキャラクターである。アカデミー賞4部門（監督賞・音楽賞・撮影賞・脚色賞）にノミネートされた。
1980年、テレビ映画『冷血』（原題：In Cold Blood）としてCBS放映。出演：アンソニー・エドワーズ、エリック・ロバーツ、サム・ニール。作品自体高い評価を受けてプライムタイム・エミー賞 作品賞 (テレビ映画部門)にノミネートされた。
2005年の映画『カポーティ』と翌年の映画 Infamous では、トルーマン・カポーティが『冷血』を執筆する際の取材活動や苦悩が描かれている。カポーティを演じたのは前者がフィリップ・シーモア・ホフマン、後者がトビー・ジョーンズで、ホフマンはアカデミー賞主演男優賞など数多くの栄誉に輝いた。映画『カポーティ』の日本での上映に合わせて、映画『冷血』のDVDも日本で発売され、現在でも入手可能である。